# Suasa

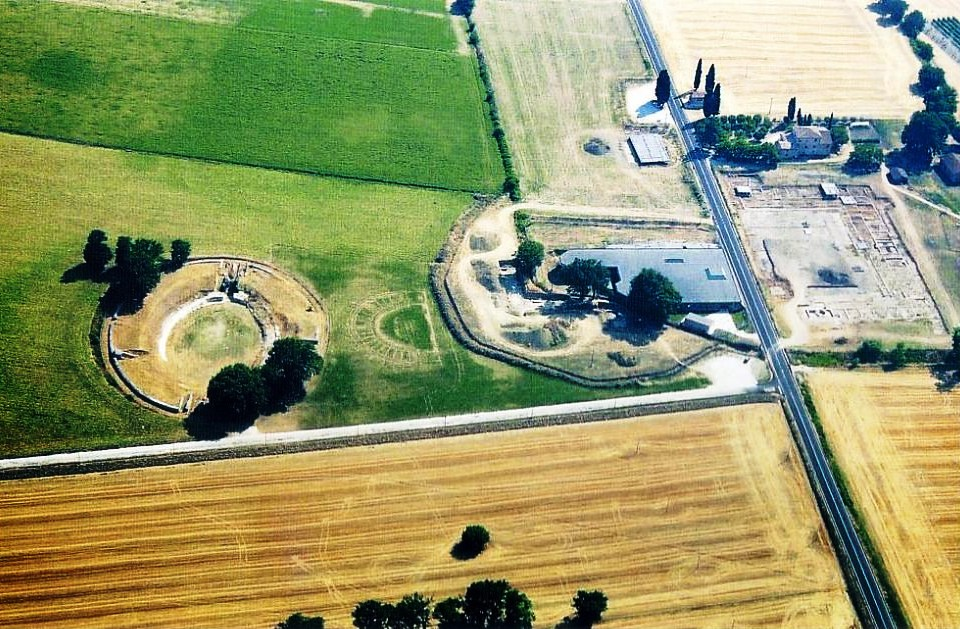
Área arqueológica de Suasa, vista aérea

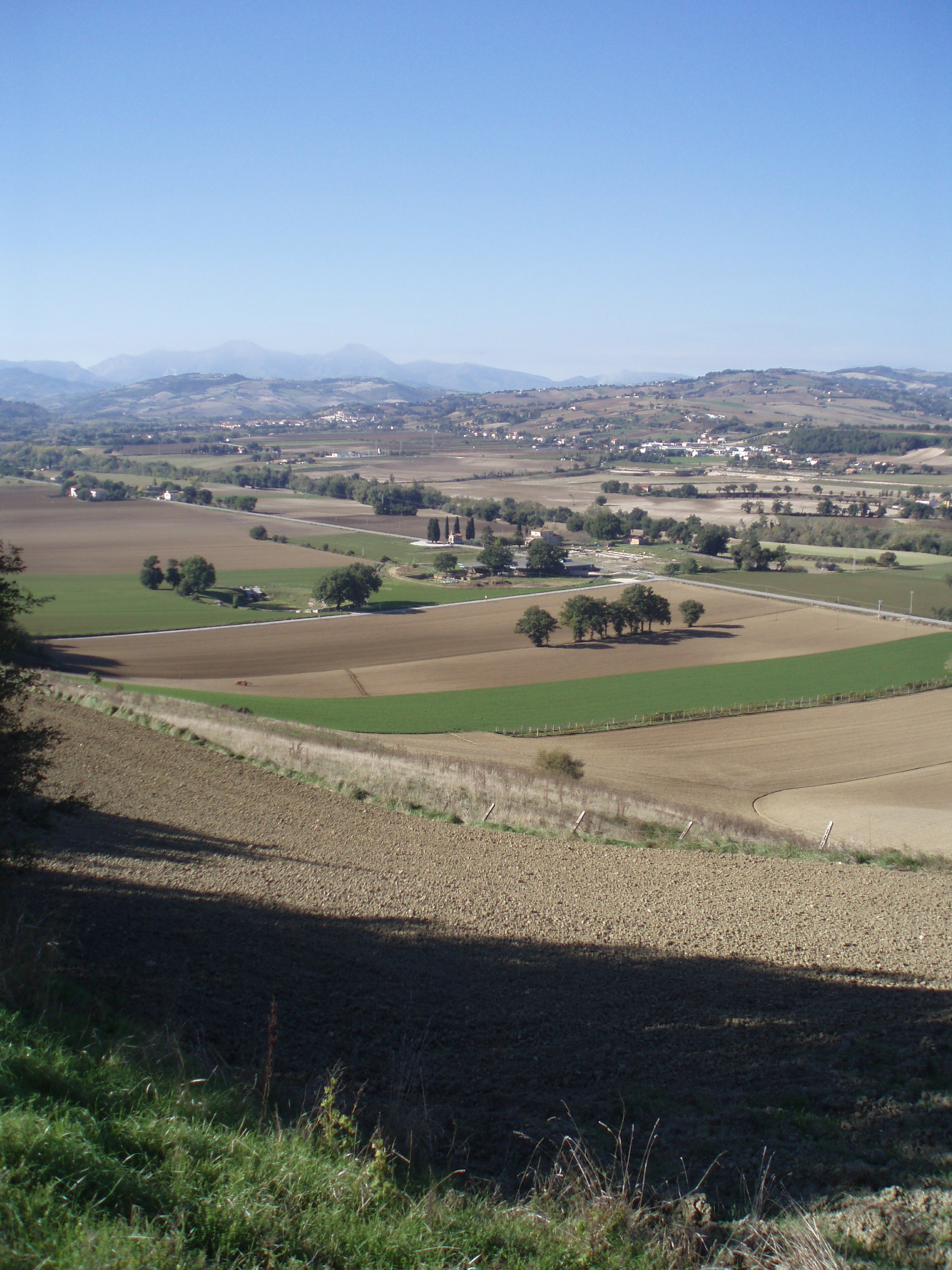
Área arqueológica de Suasa, vista da localidade Croce del Termine

Suasa foi uma antiga cidade romana localizada na actual comuna de Castelleone di Suasa, na província de Ancona, na localidade Pian Volpello, na margem direita do rio Cesano.

## História
A sua fundação data do início do século III a.C., quando os Romanos, após a batalha de Sentino (295 a.C.), iniciaram a povoação da região Campo Gálico (território assim designado pela presença precedente dos gauleses sênones, correspondente às modernas províncias de Pesaro e Urbino e Ancona) com numerosas cidades como a de Suasa e adjacentes, como Sentino (Sassoferrato), Fórum Semprônio (Fossombrone), Ostra, Sena Gálica (Senigália), Fano de Fortuna (Fano).
Durante o século I a.C., Suasa torna-se-ia município, adquirindo maior autonomia administrativa e política. Já no século I, torna-se monumentalizada com a construção dos maiores edifícios públicos até agora conhecidos: o anfiteatro, o teatro e o fórum comercial. Dois séculos depois, assiste-se a um gradual declínio devido à crise económica e demográfica que assolava a península itálica. A 409 é atravessada pelo rei visigótico Alarico I, na sua deslocação para Roma, por ocasião do célebre saque.

## Escavações
A 2007, a povoação encontra-se em escavações regulares, desde 1987, por parte do departamento de arqueologia da Universidade de Bolonha. Até à data, já foram reveladas numerosas estruturas públicas e privadas: o anfiteatro, o teatro, a Casa dos Coiedos (Domus dei Coiedii), uma residência tardo republicano adjacente, o fórum, a rua principal (cardo máximo), e a necrópole.